# Medziugorie
Medziugorie (bośn. Međugorje) – miejscowość w Bośni i Hercegowinie, w Federacji Bośni i Hercegowiny, w kantonie hercegowińsko-neretwiańskim, w gminie Čitluk. Leży w południowej części Hercegowiny, 25 km na południowy zachód od Mostaru. W 2013 roku liczyło 2265 mieszkańców, z czego większość stanowili Chorwaci.
Znane przede wszystkim dzięki domniemanym objawieniom maryjnym (zapoczątkowanym w 1981 roku), badanym przez Kościół katolicki. W 2019 roku, papież Franciszek przyzwolił na organizowanie oficjalnych pielgrzymek do Medziugoria, na podstawie raportu sporządzonego przez arcybiskupa Henryka Hosera. W 2024 ostatecznie zezwolił na kult i pielgrzymki oraz promowanie objawień.

## Nazwa

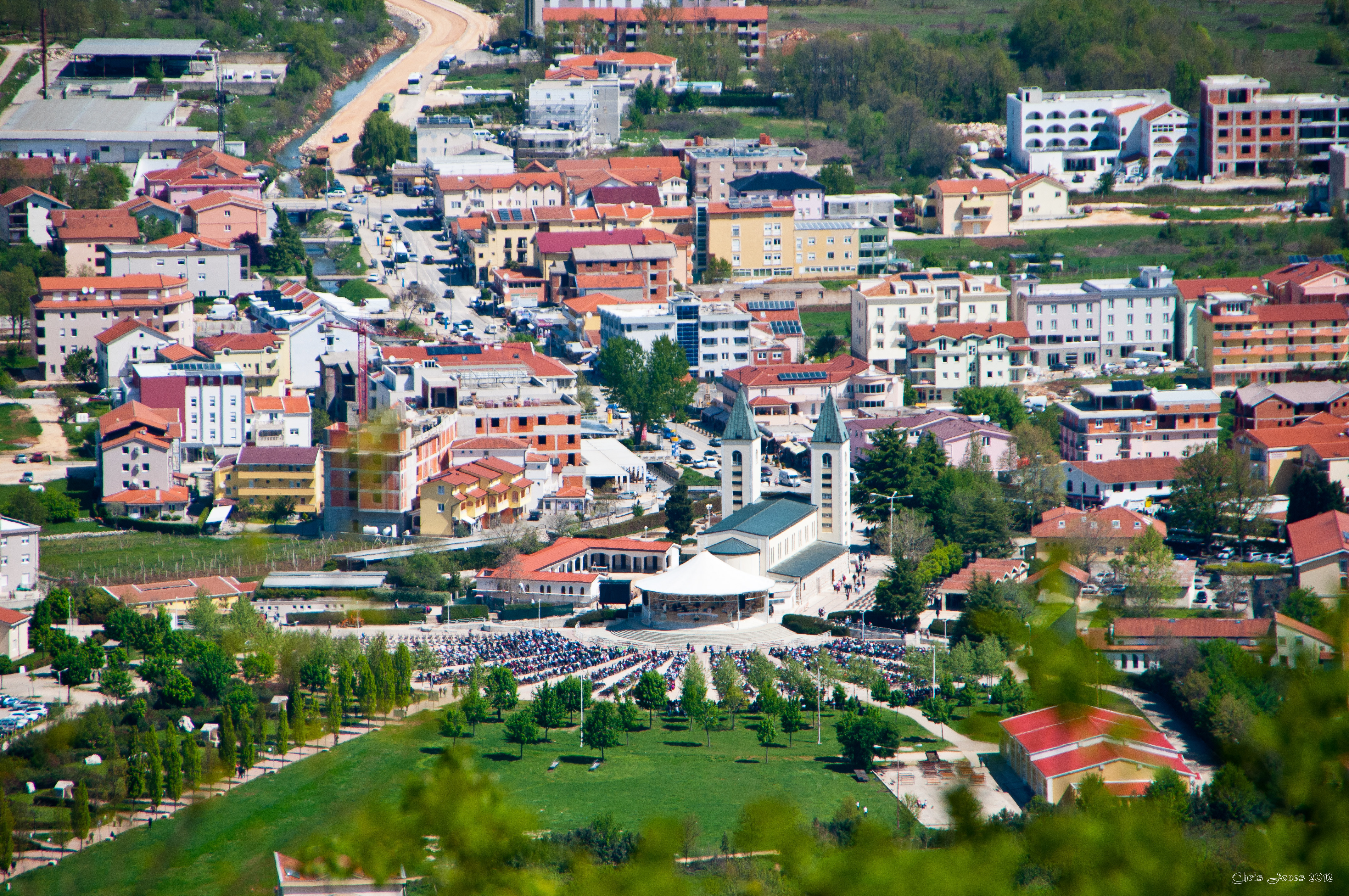
Widok na Medziugorie (na pierwszym planie kościół pw. św. Jakuba)

W języku używanym przez miejscową ludność nazwa wsi jest zapisywana jako Međugorje (wymawiana:  [mêdʑuɡoːrje]). Często, gdy nie można użyć znaku 'đ', na gruncie wielu języków stosuje się zastępczy zapis Medjugorje, który jest niezgodny z lokalnymi konwencjami ortograficznymi.
Dla języka polskiego Komisja Standaryzacji Nazw Geograficznych ustaliła urzędowy egzonim Medziugorie. Etymologicznie nazwa Medziugorie oznacza miejscowość pomiędzy górami („Międzygórze”) – wieś położona jest bowiem niedaleko dwóch wzniesień: Križevca oraz Crnicy.
Według zasad gramatyki polskiej nazwy słowiańskie zakończone na -e podlegają odmianie, choć możliwa jest też ich nieodmienność.

## Historia parafii Medziugorie
Od średniowiecza kościelną administrację nad terenami należącymi obecnie do Bośni i Hercegowiny sprawowali franciszkanie, lecz hierarchię diecezjalną ustanowiono tutaj dopiero w XIX w. W 1892 założono natomiast parafię Medziugorie, której patronem jest święty Jakub, opiekun pielgrzymów (co jest znamienne w kontekście aktualnej sytuacji tego miejsca). Budowę pierwszego kościoła we wsi ukończono w 1897. Jak na ówczesne warunki był on dość okazały, jednak z powodu niestabilnego podłoża jego ściany szybko popękały, a budowla zaczęła się zapadać. Dlatego po I wojnie światowej zaczęto myśleć o wzniesieniu nowej świątyni. Prace trwały od 1934 do 1968, a 19 stycznia 1969 nowy kościół został konsekrowany, służąc wiernym do dzisiaj.

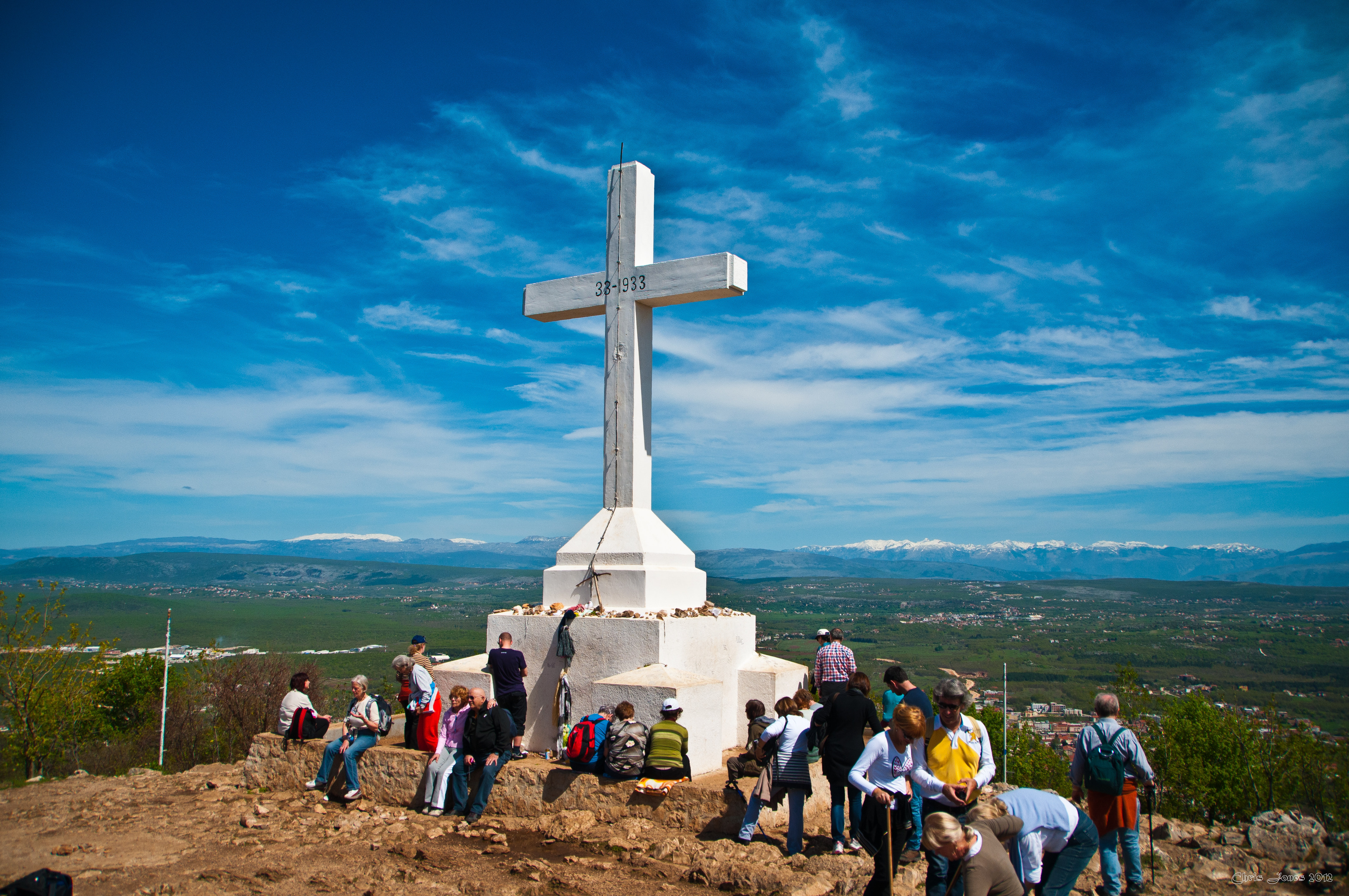
Križevac (lub Góra Krzyża)

16 marca 1934, z okazji jubileuszu 1900 lat odkupienia, na pobliskiej górze Kriżevac ustawiono betonowy krzyż, zawierający cząstkę relikwii drzewa Krzyża Świętego.
Do lat 80. XX wieku Medziugorie stanowiło typową wiejską parafię. Po r. 1981, w związku z mającymi się tutaj wydarzyć objawieniami Matki Bożej oraz w konsekwencji napływu pielgrzymów i turystów, całkowicie zmieniło swój charakter. Wieś, składająca się pierwotnie z trzech osad, stała się miejscem kultu religijnego, odwiedzanym przez rzesze wiernych z całego świata. Przyczyniło się to do stworzenia bazy gastronomiczno-noclegowej wraz z punktami handlu dewocjonaliami i pamiątkami. W branży turystyczno-sakralnej pracuje obecnie większość mieszkańców okolicy, spośród których wielu napłynęło do Medziugoria w ostatnich latach. Do 1991 ponad 99% populacji stanowili Chorwaci.

## Objawienia

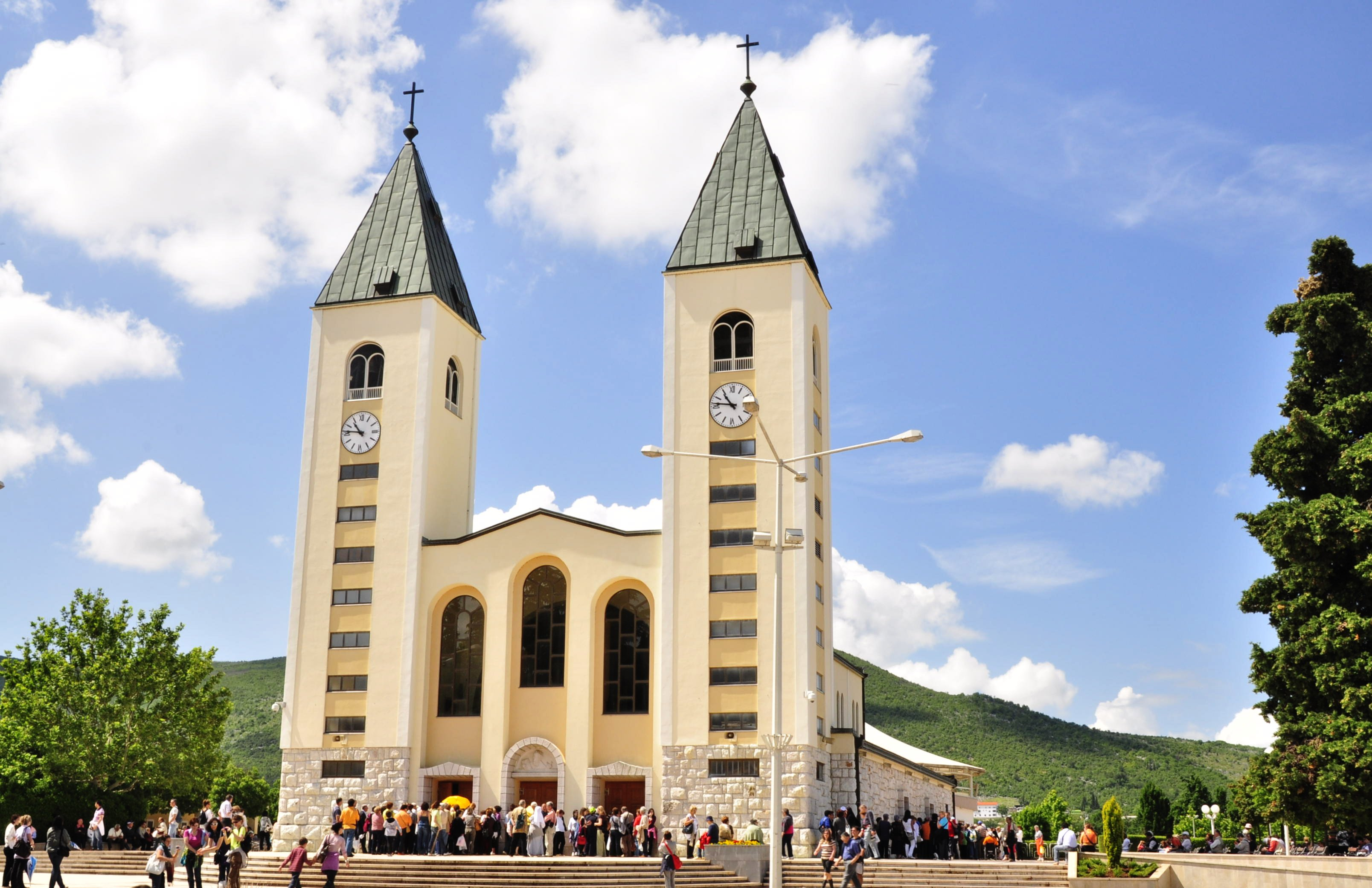
Kościół pw. św. Jakuba w Medziugoriu

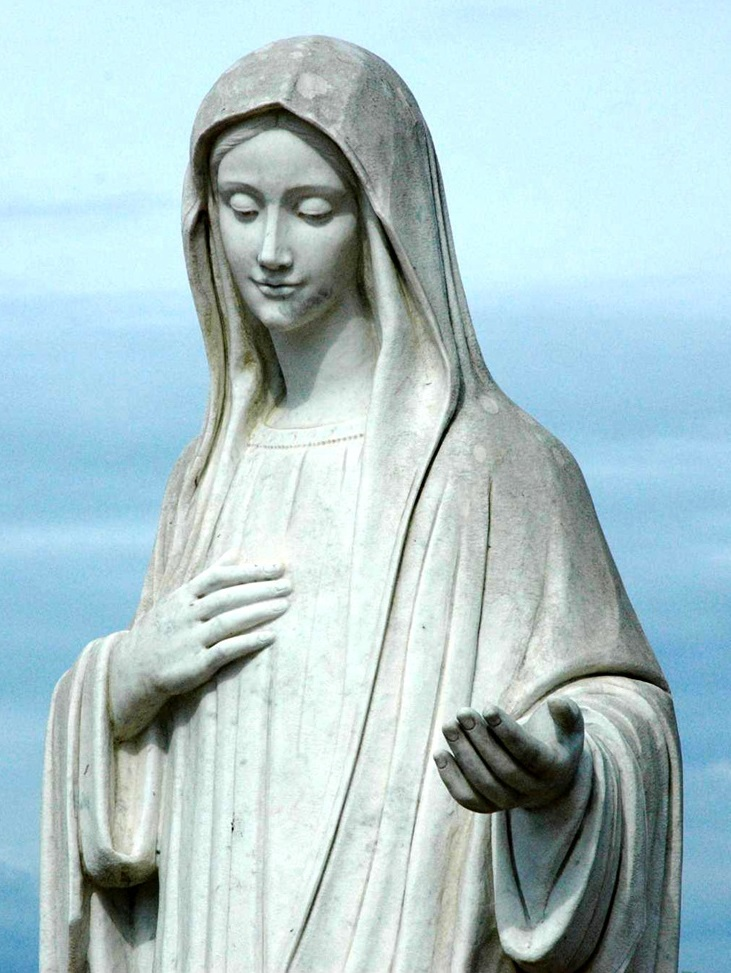
Matka Boża z Medziugorie

Według szóstki tzw. „widzących”, Matka Boża (chorw. Gospa) zaczęła się im ukazywać 24 czerwca 1981, w miejscu zwanym Podbrdo, leżącym u podnóża wzniesienia Crnica, i objawia się do dziś. Trójce z nich (Ivan, Vicka, Marija) – prawie codziennie, pozostałej trójce (Mirjana, Ivanka, Jakov) z różną częstotliwością. Gospa objawia się widzącym tam, gdzie aktualnie przebywają. Wzywa cały świat do modlitwy i nawrócenia, przekazuje liczne orędzia, w których zachęca do pogłębienia życia wiary i życia sakramentalnego, do lektury Pisma Świętego, oraz wszelkiej pobożnej praktyki, do pokuty oraz oddania swojego życia Jezusowi. Przekazuje widzącym tajemnice dotyczące przyszłych losów Kościoła i świata.
Kościół katolicki w swoim oficjalnym stanowisku wobec wydarzeń z Medziugoria (nota Dykasterii Nauki Wiary na temat doświadczenia duchowego związanego z Medziugoriem z 19 września 2024) nie rozstrzyga kwestii nadprzyrodzonego charakteru zjawisk, ale uznaje liczne owoce duchowe związane z parafią i sanktuarium Królowej Pokoju, wydając ogólnie pozytywną ocenę przekazów, choć z kilkoma dodatkowymi wyjaśnieniami. Objawienia badała specjalna komisja powołana przez papieża Benedykta XVI w 2010 roku, której przewodniczył kardynał Camillo Ruini. Ponieważ objawienia wciąż jeszcze nie ustały (choć ich częstotliwość znacznie się obniżyła), objawienia te nie mogą zostać oficjalnie uznane. Papież Franciszek wysłał do Medziugoria swojego nuncjusza, arcybiskupa Henryka Hosera, który z wykształcenia jest także lekarzem internistą. Na podstawie raportu przygotowanego przez niego, papież w maju 2019 roku wydał  zgodę na organizowanie oficjalnych pielgrzymek do miejsca objawień, mimo swoich wątpliwości.

## Miejsce kultu religijnego
Medziugorie to popularny ośrodek pielgrzymkowy w Europie. Corocznie przybywa tam 2,2–2,5 mln pielgrzymów (2016). Jego główny punkt stanowi kościół pw. świętego Jakuba, zaś w pobliżu sąsiednich wsi Bijakovići i Zvirovići znajdują się dwa często odwiedzane wzniesienia: Wzgórze Objawień (Podbrdo) – miejsce pierwszych objawień oraz Góra Krzyża (Križevac). Ich zbocza są kamieniste, porośnięte niską roślinnością. W miejscach objawień ustawiono krzyże. Dodatkowo, w drodze na Podbrdo umieszczono płaskorzeźby z brązu, przedstawiające tajemnice różańca, zaś przy szlaku na Križevac – stacje drogi krzyżowej. W miejscach modlitwy pielgrzymi zostawiają kawałki papieru z obietnicami, prośbami, obrazki, różańce i kwiaty, czasem ustawiają małe krzyże.
W Medziugoriu funkcjonuje dom wspólnoty osób uzależnionych – Wspólnota Cenacolo, w którym mieszczą się domy różnych wspólnot (Wspólnoty Błogosławieństw, Oazy Pokoju i innych).

## Demografia
Według danych spisu powszechnego w Bośni i Hercegowinie w 2013 roku, miejscowość liczyła 2265 mieszkańców, w tym 2232 Chorwatów, 11 Albańczyków, 4 Boszniaków, 3 Serbów. 11 osób wskazało inną narodowość, 2 – nie zadeklarowały narodowości, a u 2 osób zapisano narodowość nieznaną.